# Lucanus westermanni
Lucanus westermanni es una especie de coleóptero de la familia Lucanidae.

## Distribución geográfica
Habita en Sikkim, Darjeeling, Assam, Nepal,  Bután y China.